# Mistrzostwa Polski Seniorów w Lekkoatletyce 1937
18. Mistrzostwa Polski Seniorów w Lekkoatletyce – zawody, które rozgrywane były w Chorzowie na Stadionie Miejskim w dniach 3–4 lipca 1937 roku (mężczyźni). 16. mistrzostwa kobiet odbyły się w Bydgoszczy na Stadionie Miejskim w dniach 10–11 lipca.

## Rezultaty
| NR – rekord Polski \| NL – najlepszy wynik w Polsce w sezonie \| SB – najlepszy wynik w sezonie \| PB – rekord życiowy |

### Mężczyźni
| Konkurencja:               | 1. miejsce                                                                      | Rezultat | 2. miejsce                                                                                   | Rezultat | 3. miejsce                                                                    | Rezultat |
| Bieg na 100 m              | Bernard Zasłona Sparta Białystok                                                | 10,8     | Grzegorz Dunecki Pomorzanin Toruń                                                            | 10,9     | Tadeusz Popek AZS Poznań                                                      | 11,0     |
| Bieg na 200 m              | Bernard Zasłona Sparta Białystok                                                | 22,1     | Grzegorz Dunecki Pomorzanin Toruń                                                            | 22,5     | Tadeusz Popek AZS Poznań                                                      | 22,6     |
| Bieg na 400 m              | Kazimierz Kucharski Pogoń Lwów                                                  | 50,2     | Alfred Krawczyk Stadion Chorzów                                                              | 51,4     | Władysław Szefler Warszawianka                                                | 51,4     |
| Bieg na 800 m              | Wacław Gąssowski Legia Warszawa                                                 | 1:59,2   | Wacław Soldan Cracovia                                                                       | 1:59,7   | Włodzimierz Korzeniowski Pogoń Lwów                                           | 2:01,2   |
| Bieg na 1500 m             | Kazimierz Kucharski Pogoń Lwów                                                  | 4:01,0   | Wacław Soldan Cracovia                                                                       | 4:02,8   | Hubert Skolik Pogoń Katowice                                                  | 4:05,4   |
| Bieg na 5000 m             | Józef Noji Syrena Warszawa                                                      | 15:22,0  | Wacław Duplicki AZS Warszawa                                                                 | 15:27,0  | Czesław Wirkus Warszawianka                                                   | 15:30,0  |
| Bieg na 10 000 m           | Czesław Wirkus Warszawianka                                                     | 31:41,4  | Jan Marynowski Warszawianka                                                                  | 32:59,6  | Stanisław Cybulski Warszawianka                                               | 33:00,1  |
| Bieg na 110 m przez płotki | Mieczysław Haspel AZS Lwów                                                      | 15,5     | Grzegorz Dunecki Pomorzanin Toruń                                                            | 16,0     | Paweł Schmidt AZS Poznań                                                      | 16,5     |
| Bieg na 400 m przez płotki | Antoni Maszewski Legia Warszawa                                                 | 55,8     | Stefan Kostrzewski AZS Warszawa                                                              | 56,3     | Władysław Niemiec Pogoń Lwów                                                  | 57,5     |
| Sztafeta 4 × 100 m         | AZS Poznań Tadeusz Górzyński Józef Sokołowski Jan Tęsiorowski Tadeusz Popek     | 43,8     | AZS Lwów Zygmunt Bochniewicz Jerzy Bochniewicz Henryk Krzanowski Roman Sienicki              | 44,4     | Warszawianka                                                                  | 44,8     |
| Sztafeta 4 × 400 m         | AZS Warszawa Kazimierz Bechner Stefan Kostrzewski Jerzy Metelski Jerzy Koźlicki | 3:28,2   | Pogoń Lwów Włodzimierz Korzeniowski Władysław Niemiec Antoni Zatwarnicki Kazimierz Kucharski | 3:31,3   | Stadion Chorzów Alfred Krawczyk Antoni Sobik Włodzimierz Polaniak Józef Jonik | 3:33,6   |
| Skok wzwyż                 | Karol Hoffmann AZS Poznań                                                       | 1,82     | Wilhelm Chmiel KPW Katowice                                                                  | 1,82     | Władysław Niemiec Pogoń Lwów                                                  | 1,82     |
| Skok o tyczce              | Wilhelm Schneider Pogoń Katowice                                                | 4,01     | Walerian Mucha Sokół Czeladź                                                                 | 3,70     | Władysław Klemczak AZS Poznań                                                 | 3,70     |
| Skok w dal                 | Marian Hoffmann AZS Poznań                                                      | 7,14     | Tadeusz Hanke Warszawianka                                                                   | 7,00     | Karol Hoffmann AZS Poznań                                                     | 6,97     |
| Trójskok                   | Marian Hoffmann AZS Poznań                                                      | 14,28    | Karol Hoffmann AZS Poznań                                                                    | 14,10    | Paweł Schmidt AZS Poznań                                                      | 13,74    |
| Pchnięcie kulą             | Witold Gerutto Warszawianka                                                     | 14,62    | Henryk Praski Strzelec Katowice                                                              | 13,58    | Karol Hoffmann AZS Poznań                                                     | 13,54    |
| Rzut dyskiem               | Witold Gerutto Warszawianka                                                     | 45,14    | Leonid Fiedoruk Warszawianka                                                                 | 40,38    | Henryk Praski Strzelec Katowice                                               | 39,90    |
| Rzut młotem                | Antoni Węglarczyk Sokół Chorzów                                                 | 42,58    | Karol Kocot Sokół Tarnowskie Góry                                                            | 42,38    | Alojzy Więckowski Sokół Bydgoszcz                                             | 41,33    |
| Rzut oszczepem             | Walter Turczyk Warta Poznań                                                     | 63,90    | Eugeniusz Lokajski Warszawianka                                                              | 60,09    | Medard Gburczyk Warszawianka                                                  | 59,96    |

### Kobiety
| Konkurencja:              | 1. miejsce                                                                               | Rezultat | 2. miejsce                                         | Rezultat | 3. miejsce                                                                                   | Rezultat |
| Bieg na 60 m              | Barbara Książkiewicz Pomorzanin Toruń                                                    | 8,2      | Zofia Staruszkiewicz Sokół Grudziądz               | 8,4      | Irena Świderska AZS Poznań                                                                   | 8,7      |
| Bieg na 100 m             | Barbara Książkiewicz Pomorzanin Toruń                                                    | 13,2     | Zofia Staruszkiewicz Sokół Grudziądz               | 13,3     | Irena Świderska AZS Poznań                                                                   | 13,4     |
| Bieg na 200 m             | Zofia Staruszkiewicz Sokół Grudziądz                                                     | 27,6     | Irena Świderska AZS Poznań                         | 28,0     | Jadwiga Gawrońska Sokół Grudziądz                                                            | 28,2     |
| Bieg na 800 m             | Bella Hornstein Hasmonea Lwów                                                            | 2:44,9   | Klara Suchocka AZS Warszawa                        | 2:49,6   | Maria Mąka Ciszewski Bydgoszcz                                                               | 2:49,8   |
| Bieg na 80 m przez płotki | Małgorzata Felska Sokół Grudziądz                                                        | 13,7     | Adelajda Hoffman Stadion Chorzów                   | 14,1     | Franciszka Romanowska Ciszewski Bydgoszcz                                                    |          |
| Sztafeta 4 × 100 m        | Sokół Grudziądz Jadwiga Gawrońska Klara Gackowska Zofia Staruszkiewicz Małgorzata Felska | 53,3     | AZS Poznań                                         | 55,0     | Pomorzanin Toruń Elżbieta Lewandowska Leokadia Wiśniewska Maria Stawska Barbara Książkiewicz | 55,4     |
| Sztafeta 4 × 200 m        | Sokół Grudziądz Jadwiga Gawrońska B. Tykwińska Zofia Staruszkiewicz Małgorzata Felska    | 1:54,9   | AZS Poznań Fabian Irena Świderska Roszak Wohlgetan | 1:58,8   | Stadion Chorzów Amalia Dubiel Urszula Ziółek Magdalena Gniełka Otylia Kałuża                 | 1:59,3   |
| Skok wzwyż                | Małgorzata Felska Sokół Grudziądz                                                        | 1,40d    | Jadwiga Wajs Boruta Zgierz                         | 1,35     | Wanda Marcysiak Goplania Inowrocław                                                          | 1,35     |
| Skok w dal                | Janina Wencel Skra Warszawa                                                              | 5,21     | Barbara Książkiewicz Pomorzanin Toruń              | 4,91     | Irena Świderska AZS Poznań                                                                   | 4,88     |
| Skok w dal z miejsca      | Jadwiga Wajs Boruta Zgierz                                                               | 2,39     | Urszula Ziółek Stadion Chorzów                     | 2,28     | Krystyna Kremer AZS Lwów                                                                     | 2,28     |
| Pchnięcie kulą            | Jadwiga Wajs Boruta Zgierz                                                               | 11,80    | Genowefa Cejzik Strzelec Katowice                  | 11,16    | Klara Gackowska Sokół Grudziądz                                                              | 10,10    |
| Rzut dyskiem              | Jadwiga Wajs Boruta Zgierz                                                               | 40,15    | Genowefa Cejzik Strzelec Katowice                  | 39,42    | Klara Gackowska Sokół Grudziądz                                                              | 34,95    |
| Rzut oszczepem            | Genowefa Cejzik Strzelec Katowice                                                        | 32,70    | Dutka Warszawianka                                 | 32,21    | Jadwiga Wajs Boruta Zgierz                                                                   | 30,60    |

## Bieg przełajowy
15. mistrzostwa w biegu przełajowym mężczyzn zostały rozegrane 10 października we Lwowie. Trasa wyniosła 10 kilometrów. Mistrzostwa kobiet w biegu przełajowym odbyły się 18 kwietnia w Krakowie, na dystansie 1,15 km.

### Mężczyźni
| Konkurencja:            | 1. miejsce                 | Rezultat | 2. miejsce                  | Rezultat | 3. miejsce                  | Rezultat |
| Bieg przełajowy (10 km) | Józef Noji Syrena Warszawa | 33:13,2  | Czesław Wirkus Warszawianka | 33:24,1  | Jan Marynowski Warszawianka | 33:34,0  |

### Kobiety
| Konkurencja:              | 1. miejsce                    | Rezultat | 2. miejsce                     | Rezultat | 3. miejsce                   | Rezultat |
| Bieg przełajowy (1,15 km) | Bella Hornstein Hasmonea Lwów | 4:14,1   | Maria Mąka Olszewski Bydgoszcz | 4:19,0   | Maria Tekielaki Legia Kraków | 4;24,8   |

## Pięciobój
Mistrzostwa w pięcioboju kobiet odbyły się 22 sierpnia w Lublinie. W skład pięcioboju wchodziły: pchnięcie kulą, skok w dal, bieg na 100 metrów, skok wzwyż i rzut oszczepem. Mistrzostwa mężczyzn w tej konkurencji nie zostały rozegrane.
| Konkurencja: | 1. miejsce                          | Rezultat | 2. miejsce                 | Rezultat | 3. miejsce                 | Rezultat |
| Pięciobój    | Stanisława Walasiewicz Warszawianka | 353 pkt. | Maria Kwaśniewska ŁKS Łódź | 267 pkt. | Aldona Czarnocka AZS Wilno | 228 pkt. |

## Dziesięciobój
Mistrzostwa w dziesięcioboju mężczyzn odbyły się 11 i 12 września w Łodzi.
| Konkurencja:  | 1. miejsce                  | Rezultat   | 2. miejsce                     | Rezultat   | 3. miejsce               | Rezultat   |
| Dziesięciobój | Witold Gerutto Warszawianka | 6630w pkt. | Tadeusz Hanke AZS Warszawianka | 6148w pkt. | Józef Dyka Sokół Krywałd | 5367w pkt. |

## Biegi sztafetowe
Mistrzostwa Polski mężczyzn w sztafecie olimpijskiej 800+400+200+100 metrów i sztafecie 3 × 1000 metrów rozegrano 12 września w Łodzi, a w sztafecie 4 × 200 metrów i w sztafecie szwedzkiej 400+300+200+100 metrów 26 września w Białymstoku.
| Konkurencja:               | 1. miejsce                                                                                      | Rezultat | 2. miejsce                                                                                      | Rezultat | 3. miejsce                                                                          | Rezultat |
| Sztafeta 4 × 200 m         | AZS Warszawa Jerzy Koźlicki Edward Trojanowski Stanisław Sulikowski Jerzy Metelski              | 1:34,2   | Polonia Warszawa Zygmunt Zabierzowski Jan Łopuszyński Tadeusz Kołaczkowski Aleksander Jurkowski | 1:36,2   | Warszawianka Kazimierz Maciukiewicz Zdzisław Zawieja Józef Biegański Witold Gerutto | 1:37,2   |
| Sztafeta 400+300+200+100 m | AZS Warszawa Stanisław Sulikowski Jerzy Metelski Edward Trojanowski Jerzy Koźlicki              | 2:05,0   | Polonia Warszawa Tadeusz Kołaczkowski Jan Łopuszyński Aleksander Jurkowski Zygmunt Zabierzowski | 2:05,2   | Jagiellonia Białystok                                                               |          |
| Sztafeta 800+400+200+100 m | Polonia Warszawa Aleksander Jurkowski Zygmunt Zabierzowski Jan Łopuszyński Tadeusz Kołaczkowski | 3:30,4   | AZS Warszawa                                                                                    | 3:32,8   | Warszawianka                                                                        | 3:35,5   |
| Sztafeta 3 × 1000 m        | Cracovia Władysław Ściężor Stanisław Kozłowski Wacław Soldan                                    | 8:10,5   | Polonia Warszawa Tadeusz Aluchna Jan Nadolski Aleksander Jurkowski                              | 8:21,0   | Warszawianka Tadeusz Libera Czesław Skowroński Czesław Wirkus                       | 8:21,5   |

## Maraton
Mistrzostwa Polski w biegu maratońskim mężczyzn zostały rozegrane 12 września w Łodzi.
| Konkurencja: | 1. miejsce                           | Rezultat  | 2. miejsce                  | Rezultat  | 3. miejsce                     | Rezultat  |
| Maraton      | Stanisław Przybyłko Rezerwa Warszawa | 2:37:02,0 | Jan Marynowski Warszawianka | 2:45:04,4 | Stanisław Głuszcz PZL Warszawa | 2:52:41,5 |

## Bieg na 3000 m z przeszkodami
Mistrzostwa Polski w biegu na 3000 metrów z przeszkodami mężczyzn zostały rozegrane 26 września w Białymstoku.
| Konkurencja:                  | 1. miejsce             | Rezultat | 2. miejsce                    | Rezultat | 3. miejsce                  | Rezultat |
| Bieg na 3000 m z przeszkodami | Wacław Soldan Cracovia | 9:56,2   | Wiktor Kramek Strzelec Lublin | 9:56,3   | Czesław Wirkus Warszawianka |          |

## Chód na 50 km
Mistrzostwa Polski w chodzie na 50 kilometrów mężczyzn zostały rozegrane 26 września w Białymstoku.
| Konkurencja:  | 1. miejsce                  | Rezultat  | 2. miejsce                     | Rezultat  | 3. miejsce                      | Rezultat  |
| Chód na 50 km | Jan Marynowski Warszawianka | 5:07:10,4 | Brunon Czech Strzelec Katowice | 5:16:44,6 | Tadeusz Możdżyński PZL Warszawa | 5:30:51,2 |